# Chente García Acosta
José Vicente García Acosta (San Sebastián, 4 de agosto de 1972), más conocido como Chente García Acosta, es un exciclista español que fue profesional entre 1995 y 2011.

## Biografía
Residente en la localidad navarra de Tafalla desde los cuatro años, debutó como profesional en 1995 transcurriendo toda su carrera deportiva en la estructura de equipos de Eusebio Unzué y José Miguel Echavarri hasta su retirada en 2011.
Desde 2013 es director deportivo del Movistar Team.

## Palmarés
1996
- Vuelta a Navarra, más 1 etapa

1997
- 1 etapa de la Vuelta a España

1998
- G. P. Eddy Merckx (haciendo pareja con Abraham Olano)

2000
- 1 etapa del Tour de Francia

2002
- 1 etapa de la Vuelta a España

2003
- 1 etapa de la Vuelta a Burgos

2006
- 1 etapa de la Vuelta a Castilla y León

## Resultados en Grandes Vueltas y Campeonatos del Mundo
Durante su carrera deportiva consiguió los siguientes puestos en las Grandes Vueltas y en los Campeonatos del Mundo en carretera:
| Carrera         | Carrera         | 1995 | 1996 | 1997 | 1998 | 1999 | 2000 | 2001  | 2002  | 2003  | 2004  | 2005  | 2006  | 2007  | 2008  | 2009  | 2010  | 2011 |
| --------------- | --------------- | ---- | ---- | ---- | ---- | ---- | ---- | ----- | ----- | ----- | ----- | ----- | ----- | ----- | ----- | ----- | ----- | ---- |
|                 | Giro de Italia  | —    | —    | —    | —    | —    | —    | —     | —     | —     | —     | —     | —     | —     | —     | —     | —     | —    |
|                 | Tour de Francia | —    | —    | Ab.  | Ab.  | 68.º | 53.º | Ab.   | 122.º | 125.º | 86.º  | 148.º | 113.º | 91.º  | 138.º | —     | —     | —    |
|                 | Vuelta a España | —    | —    | 62.º | 48.º | 53.º | 63.º | 111.º | 75.º  | 108.º | 106.º | 72.º  | 104.º | 124.º | 119.º | 137.º | 115.º | Ab.  |
| Mundial en Ruta | Mundial en Ruta | —    | —    | 80.º | 13.º | Ab.  | —    | —     | 73.º  | —     | —     | —     | —     | —     | —     | —     | —     | —    |

—: No participa

Ab.: Abandono

## Equipos
- Banesto/iBanesto.com/Illes Balears/Caisse d'Epargne/Movistar Team (1995-2011)
  - Banesto (1995-2000)
  - iBanesto.com (2001-2003)
  - Illes Balears-Banesto (2004)
  - Illes Balears-Caisse d'Epargne (2005)
  - Caisse d'Epargne-Illes Balears (2006)
  - Caisse d'Epargne (2007-2010)
  - Movistar Team (2011)